# Erythrodiplax angustipennis
Erythrodiplax angustipennis – gatunek ważki z rodziny ważkowatych (Libellulidae). Występuje na terenie Ameryki Południowej.